# 야시오역
야시오역(일본어: 八潮駅, やしおえき)은 일본 사이타마현 야시오시에 있는 철도역이다.
야시오 시에 있는 유일한 철도역이다.

## 타는 곳
- 스크린도어: 있음

| 1 | TX 쓰쿠바 익스프레스 | 모리야·쓰쿠바 방면               |
| 2 | TX 쓰쿠바 익스프레스 | 모리야·쓰쿠바 방면(대피선)       |
| 3 | TX 쓰쿠바 익스프레스 | 기타센주·아키하바라 방면(대피선) |
| 4 | TX 쓰쿠바 익스프레스 | 기타센주·아키하바라 방면         |

## 역세권 정보
- 상업 시설 "TX AVENUE"
  - 슈퍼마겟, 편의점등이 있다.
- 수도 고속 도로 6호 미사토선 야시오 휴게소
- 사이타마현도 제54호선

## 역사
- 2005년 8월 24일: 영업 개시.

## 인접역
| 수도권 신도시 철도 TX 쓰쿠바 익스프레스 | 수도권 신도시 철도 TX 쓰쿠바 익스프레스 | 수도권 신도시 철도 TX 쓰쿠바 익스프레스 |
| --------------------------------------- | --------------------------------------- | --------------------------------------- |
| 05 기타센주 아키하바라 방면             | ■ 구간쾌속                              | 미사토추오 09 쓰쿠바 방면               |
| 07 로쿠초 아키하바라 방면               | ■ 보통                                  | 미사토추오 09 모리야 방면               |